# 1. Fußball-Club Saarbrücken 1985-1986
Questa voce raccoglie le informazioni riguardanti il 1. Fußball-Club Saarbrücken nelle competizioni ufficiali della stagione 1985-1986.

## Stagione
Nella stagione 1985-1986 il Saarbrücken, allenato da Uwe Klimaschefski e Wolfgang Seel, concluse il campionato di Bundesliga al 17º posto. In Coppa di Germania il Saarbrücken fu eliminato al secondo turno dal Bayern Monaco.

## Rosa
| N. |                     | Ruolo | Calciatore         |
| -- | ------------------- | ----- | ------------------ |
|    | Germania (bandiera) | P     | Carsten Hallmann   |
|    | Germania (bandiera) | P     | Wolfgang Kellner   |
|    | Germania (bandiera) | D     | Hans-Jürgen Boysen |
|    | Germania (bandiera) | D     | Rainer Dörr        |
|    | Germania (bandiera) | D     | Franco Foda        |
|    | Germania (bandiera) | D     | Michael Hepp       |
|    | Polonia (bandiera)  | D     | Detsi Kruszyński   |
|    | Germania (bandiera) | D     | Walter Müller      |
|    | Germania (bandiera) | D     | Norbert Schlegel   |
|    | Germania (bandiera) | D     | Detlef Schnier     |
|    | Germania (bandiera) | D     | Helmut Zahn        |
|    | Germania (bandiera) | C     | Michael Blättel    |

| N. |                         | Ruolo | Calciatore            |
| -- | ----------------------- | ----- | --------------------- |
|    | Germania (bandiera)     | C     | Stefan Jambo          |
|    | Germania (bandiera)     | C     | Sascha Jusufi         |
|    | Germania (bandiera)     | C     | Jürgen Mohr           |
|    | RD del Congo (bandiera) | C     | Jean-Santos Muntubila |
|    | Germania (bandiera)     | C     | Bernd Rohrbacher      |
|    | Germania (bandiera)     | C     | Guido Szesni          |
|    | Germania (bandiera)     | A     | Klaus Berge           |
|    | Germania (bandiera)     | A     | Herbert Demange       |
|    | Germania (bandiera)     | A     | Norbert Hönnscheidt   |
|    | Germania (bandiera)     | A     | Jürgen Makan          |
|    | Germania (bandiera)     | A     | Dieter Müller         |

## Organigramma societario
Area tecnica
- Allenatore: Walter Müller, Wolfgang Seel
- Allenatore in seconda:
- Preparatore dei portieri:
- Preparatori atletici:

## Calciomercato

### Sessione estiva
| Acquisti | Acquisti           | Acquisti              | Acquisti |
| R.       | Nome               | da                    | Modalità |
| -------- | ------------------ | --------------------- | -------- |
| D        | Franco Foda        | Arminia Bielefeld     |          |
| A        | Dieter Müller      | Grasshoppers          |          |
| A        | Klaus Berge        | Schalke 04            |          |
| D        | Hans-Jürgen Boysen | Karlsruhe             |          |
| D        | Michael Hepp       | Saarbrücken II        |          |
| A        | Uwe Höfer          | Kickers Offenbach     |          |
| A        | Jürgen Makan       | Waldhof Mannheim      |          |
| C        | Jürgen Mohr        | Eintracht Francoforte |          |
| D        | Detlef Schnier     | Arminia Bielefeld     |          |
| D        | Helmut Zahn        | Karlsruhe             |          |

| Cessioni | Cessioni         | Cessioni             | Cessioni |
| R.       | Nome             | a                    | Modalità |
| -------- | ---------------- | -------------------- | -------- |
| A        | Uwe Höfer        | Alemannia Aquisgrana |          |
| D        | Reinhard Brendel | Bayreuth             |          |
| D        | Kurt Knoll       | Homburg              |          |
| D        | Michael Nushöhr  | Stoccarda            |          |
| D        | Ernst Traser     | 1. FC 04 Darmstadt   |          |

### Sessione invernale
| Acquisti | Acquisti | Acquisti | Acquisti |
| R.       | Nome     | da       | Modalità |
| -------- | -------- | -------- | -------- |

| Cessioni | Cessioni | Cessioni | Cessioni |
| R.       | Nome     | a        | Modalità |
| -------- | -------- | -------- | -------- |

## Risultati

### Bundesliga

#### Girone di andata
| Arbitro: | Roth |

|                 |           |              |
| Hönnscheidt 29’ | Marcatori | 33’ Kutowski |

| Arbitro: | Horeis |

|                     |           |  |
| Waas 14’ Patzke 79’ | Marcatori |  |

| Arbitro: | Wahmann |

|               |           |              |
| Muntubila 62’ | Marcatori | 38’ Neubarth |

| Arbitro: | Ermer |

|                      |           |  |
| Rahn 71’ Pinkall 81’ | Marcatori |  |

| Arbitro: | Ahlenfelder |

|                 |           |                     |
| Hönnscheidt 47’ | Marcatori | 76’ (rig.) Matthäus |

| Arbitro: | Osmers |

|                              |           |                  |
| Allgöwer 8’, 61’ Claesen 25’ | Marcatori | 23’ (rig.) Jambo |

| Arbitro: | Schmidhuber |

|                                       |           |                       |
| Jusufi 1’ Blättel 37’ Hönnscheidt 55’ | Marcatori | 15’ Hartmann 43’ Thon |

| Arbitro: | Weber |

|                           |           |  |
| Gue 22’ Schaub 79’ (rig.) | Marcatori |  |

| Arbitro: | Boos |

|                           |           |             |
| Buttgereit 24’ Bommer 40’ | Marcatori | 55’ Blättel |

| Arbitro: | Kautschor |

|                            |           |                             |
| Jambo 9’ (rig.) Müller 37’ | Marcatori | 18’ von Heesen 85’ Schröder |

| Arbitro: | Correll |

|                                                   |           |          |
| Littbarski 8’ (rig.) Geilenkirchen 28’ Allofs 75’ | Marcatori | 74’ Foda |

| Arbitro: | Schütte |

|                          |           |  |
| Seel 10’ Müller 36’, 59’ | Marcatori |  |

| Arbitro: | Gabor |

|               |           |                     |
| Keim 54’, 63’ | Marcatori | 6’ Blättel 13’ Mohr |

| Arbitro: | Zimmermann |

|                              |           |               |
| Remark 25’ (aut.) Jusufi 79’ | Marcatori | 43’ Tsionanīs |

| Arbitro: | Wittke |

|                                 |           |          |
| Lameck 56’ Schulz 69’ Woelk 81’ | Marcatori | 34’ Seel |

| Arbitro: | Pauly |

|                |           |                     |
| Jambo 21’, 84’ | Marcatori | 4’ Friz 72’ Sarroca |

| Arbitro: | Heitmann |

|            |           |             |
| Allofs 48’ | Marcatori | 54’ Blättel |

#### Girone di ritorno
| Arbitro: | Wiesel |

|                         |           |            |
| Loose 20’ Zorc 78’, 87’ | Marcatori | 54’ Müller |

| Arbitro: | Ermer |

|                                         |           |              |
| Jusufi 19’ Blättel 79’ Jambo 86’ (rig.) | Marcatori | 62’ Schreier |

| Arbitro: | Schütte |

|                   |           |  |
| Kutzop 78’ (rig.) | Marcatori |  |

| Arbitro: | Scheuerer |

|                 |           |                                 |
| Hönnscheidt 87’ | Marcatori | 50’ Borowka 64’ Mill 86’ Dreßen |

| Arbitro: | Wahmann |

|                                                                          |           |               |
| Pflügler 33’ Hoeneß 48’ Wohlfarth 51’ Rummenigge 63’ Matthäus 78’ (rig.) | Marcatori | 10’ Muntubila |

| Arbitro: | Zimmermann |

|          |           |           |
| Seel 32’ | Marcatori | 12’ Pašić |

| Arbitro: | Jupe |

|                              |           |                     |
| Hartmann 47’, 53’ Täuber 63’ | Marcatori | 1’, 49’ Hönnscheidt |

| Arbitro: | Assenmacher |

|                        |           |        |
| Blättel 26’ Jusufi 56’ | Marcatori | 5’ Gue |

| Arbitro: | Gabor |

|             |           |                       |
| Blättel 88’ | Marcatori | 5’ Dämgen 35’ Klinger |

| Arbitro: | Brückner |

|                                    |           |  |
| Balzis 1’, 17’, 90’ von Heesen 56’ | Marcatori |  |

| Arbitro: | Neuner |

|            |           |                       |
| Jusufi 76’ | Marcatori | 56’ Bein 77’ Lehnhoff |

| Arbitro: | Pauly |

|                         |           |  |
| Eckstein 8’ Nitsche 74’ | Marcatori |  |

| Arbitro: | Roth |

|                 |           |             |
| Jambo 1’ (rig.) | Marcatori | 58’ Demandt |

| Arbitro: | Broska |

|             |           |  |
| Rombach 42’ | Marcatori |  |

| Arbitro: | Brückner |

|  |           |             |
|  | Marcatori | 32’ Fischer |

| Arbitro: | Ahlenfelder |

|            |           |                                 |
| Körbel 56’ | Marcatori | 15’ Szesni 51’ Mohr 88’ Blättel |

| Arbitro: | Assenmacher |

|  |           |                                                          |
|  | Marcatori | 18’, 55’ Allofs 35’ Spielberger 40’ Hoos 81’, 90’ Melzer |

### Coppa di Germania
| Arbitro: | Hellwig |

|           |           |                                                                   |
| Wilke 78’ | Marcatori | 15’ Hönnscheidt 19’ Blättel 61’ Seel 69’ Schlegel 74’, 80’ Boysen |

| Arbitro: | Pauly |

|          |           |                                           |
| Seel 85’ | Marcatori | 25’ Rummenigge 29’ Nachtweih 54’ Pflügler |

## Statistiche

### Statistiche di squadra
| Competizione      | Punti | In casa | In casa | In casa | In casa | In casa | In casa | In trasferta | In trasferta | In trasferta | In trasferta | In trasferta | In trasferta | Totale | Totale | Totale | Totale | Totale | Totale | DR  |
| Competizione      | Punti | G       | V       | N       | P       | Gf      | Gs      | G            | V            | N            | P            | Gf           | Gs           | G      | V      | N      | P      | Gf     | Gs     | DR  |
| ----------------- | ----- | ------- | ------- | ------- | ------- | ------- | ------- | ------------ | ------------ | ------------ | ------------ | ------------ | ------------ | ------ | ------ | ------ | ------ | ------ | ------ | --- |
| Bundesliga        | 21    | 17      | 5       | 7       | 5       | 25      | 28      | 17           | 1            | 2            | 14           | 14           | 40           | 34     | 6      | 9      | 19     | 39     | 68     | -29 |
| Coppa di Germania | -     | 1       | 0       | 0       | 1       | 1       | 3       | 1            | 1            | 0            | 0            | 6            | 1            | 2      | 1      | 0      | 1      | 7      | 4      | +3  |
| Totale            | 21    | 18      | 5       | 7       | 6       | 26      | 31      | 18           | 2            | 2            | 14           | 20           | 41           | 36     | 7      | 9      | 20     | 46     | 72     | -26 |

### Andamento in campionato
| Giornata  | 1 | 2  | 3  | 4  | 5  | 6  | 7  | 8  | 9  | 10 | 11 | 12 | 13 | 14 | 15 | 16 | 17 | 18 | 19 | 20 | 21 | 22 | 23 | 24 | 25 | 26 | 27 | 28 | 29 | 30 | 31 | 32 | 33 | 34 |
| --------- | - | -- | -- | -- | -- | -- | -- | -- | -- | -- | -- | -- | -- | -- | -- | -- | -- | -- | -- | -- | -- | -- | -- | -- | -- | -- | -- | -- | -- | -- | -- | -- | -- | -- |
| Luogo     | C | T  | C  | T  | C  | T  | C  | T  | T  | C  | T  | C  | T  | C  | T  | C  | T  | T  | C  | T  | C  | T  | C  | T  | C  | C  | T  | C  | T  | C  | T  | C  | T  | C  |
| Risultato | N | P  | N  | P  | N  | P  | V  | P  | P  | N  | P  | V  | N  | V  | P  | N  | N  | P  | V  | P  | P  | P  | N  | P  | V  | P  | P  | P  | P  | N  | P  | P  | V  | P  |
| Posizione | 6 | 15 | 13 | 15 | 15 | 16 | 14 | 15 | 16 | 17 | 18 | 16 | 15 | 13 | 15 | 14 | 16 | 16 | 14 | 16 | 16 | 16 | 16 | 16 | 16 | 17 | 17 | 17 | 17 | 17 | 17 | 17 | 17 | 17 |

Legenda:

Luogo: C = Casa; T = Trasferta. Risultato: V = Vittoria; N = Pareggio; P = Sconfitta.

### Statistiche dei giocatori
| Giocatore      | Bundesliga | Bundesliga | Bundesliga  | Bundesliga | Coppa di Germania | Coppa di Germania | Coppa di Germania | Coppa di Germania | Totale   | Totale | Totale      | Totale     |
| Giocatore      | Presenze   | Reti       | Ammonizioni | Espulsioni | Presenze          | Reti              | Ammonizioni       | Espulsioni        | Presenze | Reti   | Ammonizioni | Espulsioni |
| -------------- | ---------- | ---------- | ----------- | ---------- | ----------------- | ----------------- | ----------------- | ----------------- | -------- | ------ | ----------- | ---------- |
| K. Berge       | 19         | 0          | 0           | 0          | 0                 | 0                 | 0                 | 0                 | 19       | 0      | 0           | 0          |
| M. Blättel     | 32         | 8          | 3           | 0          | 2                 | 1                 | 0                 | 0                 | 34       | 9      | 3           | 0          |
| H. Boysen      | 32         | 0          | 2           | 0          | 2                 | 2                 | 0                 | 0                 | 34       | 2      | 2           | 0          |
| H. Demange     | 7          | 0          | 0           | 0          | 0                 | 0                 | 0                 | 0                 | 7        | 0      | 0           | 0          |
| R. Dörr        | 0          | 0          | 0           | 0          | 0                 | 0                 | 0                 | 0                 | 0        | 0      | 0           | 0          |
| F. Foda        | 15         | 1          | 1           | 0          | 1                 | 0                 | 0                 | 0                 | 16       | 1      | 1           | 0          |
| C. Hallmann    | 30         | 0          | 1           | 0          | 1                 | 0                 | 0                 | 0                 | 31       | 0      | 1           | 0          |
| M. Hepp        | 0          | 0          | 0           | 0          | 0                 | 0                 | 0                 | 0                 | 0        | 0      | 0           | 0          |
| U. Höfer       | 4          | 0          | 1           | 0          | 1                 | 0                 | 0                 | 0                 | 5        | 0      | 1           | 0          |
| N. Hönnscheidt | 25         | 6          | 2           | 0          | 2                 | 1                 | 0                 | 0                 | 27       | 7      | 2           | 0          |
| S. Jambo       | 32         | 6          | 2           | 0          | 2                 | 0                 | 0                 | 0                 | 34       | 6      | 2           | 0          |
| S. Jusufi      | 30         | 5          | 1           | 1          | 2                 | 0                 | 0                 | 0                 | 32       | 5      | 1           | 1          |
| W. Kellner     | 5          | 0          | 0           | 0          | 1                 | 0                 | 0                 | 0                 | 6        | 0      | 0           | 0          |
| D. Kruszyński  | 31         | 0          | 4           | 0          | 1                 | 0                 | 0                 | 0                 | 32       | 0      | 4           | 0          |
| J. Makan       | 6          | 0          | 0           | 0          | 1                 | 0                 | 0                 | 0                 | 7        | 0      | 0           | 0          |
| J. Mohr        | 22         | 2          | 2           | 0          | 1                 | 0                 | 0                 | 0                 | 23       | 2      | 2           | 0          |
| J. Muntubila   | 30         | 2          | 3           | 1          | 1                 | 0                 | 0                 | 0                 | 31       | 2      | 3           | 1          |
| D. Müller      | 23         | 4          | 1           | 0          | 1                 | 0                 | 0                 | 0                 | 24       | 4      | 1           | 0          |
| W. Müller      | 31         | 0          | 4           | 0          | 1                 | 0                 | 0                 | 0                 | 32       | 0      | 4           | 0          |
| B. Rohrbacher  | 1          | 0          | 0           | 0          | 0                 | 0                 | 0                 | 0                 | 1        | 0      | 0           | 0          |
| N. Schlegel    | 5          | 0          | 0           | 0          | 1                 | 1                 | 0                 | 0                 | 6        | 1      | 0           | 0          |
| D. Schnier     | 11         | 0          | 1           | 0          | 0                 | 0                 | 0                 | 0                 | 11       | 0      | 1           | 0          |
| W. Seel        | 22         | 3          | 1           | 0          | 2                 | 2                 | 0                 | 0                 | 24       | 5      | 1           | 0          |
| G. Szesni      | 14         | 1          | 3           | 0          | 1                 | 0                 | 0                 | 0                 | 15       | 1      | 3           | 0          |
| H. Zahn        | 0          | 0          | 0           | 0          | 1                 | 0                 | 0                 | 0                 | 1        | 0      | 0           | 0          |